# Rik Van Steenbergen
Rik Van Steenbergen   (Arendonk, 9 de setembre de 1924 - Anvers, 15 de maig de 2003) va ser un ciclista belga, que fou professional entre 1943 i 1966.
Prestigiós corredor de clàssiques, el seu palmarès és impressionant: va guanyar 322 curses, 52 en la categoria d'aficionats i 270 com a professional (entre les quals 25 etapes a les grans voltes). Això en fal un dels majors campions ciclistes de tots els temps.
Fou tres vegades Campió del Món de ciclisme: 1949, 1956 i 1957. És un dels grans del ciclisme de pista.
Des del 1991 fins a 2012 va organitzar el Memorial Rik van Steenbergen en honor seu al municipi d'Aartselaar. Des del 2019 es va recrear, aquesta vegada amb l'arribada al seu poble nadal d'Arendonk.

## Palmarès en ruta
- 1943
  -  Campió de Bèlgica en ruta
  - 1r al Campionat de Flandes
- 1944
  - 1r al Tour de Flandes
- 1945
  -  Campió de Bèlgica en ruta
  - 1r a l'A través de Bèlgica
  - 1r a la Brussel·les-Ingooigem
- 1946
  - 1r al Tour de Flandes
- 1948
  - 1r a la París-Roubaix
- 1949
  -  Campió del Món de ciclisme
  - 1r a la Fletxa Valona
  - Vencedor de 2 etapes al Tour de França
  - 1r a la Volta a Limburg
- 1950
  - 1r a la París-Brussel·les
  - Vencedor d'una etapa al Tour de França
- 1951
  - 1r al Tour de l'Oest
  - Vencedor de 2 etapes al Giro d'Itàlia
- 1952
  - 1r a la París-Roubaix
  - 1r al Circuit de l'Aulne
  - 1r a la Volta a l'Argentina i vencedor de 5 etapes
  - Vencedor de 3 etapes al Giro d'Itàlia
- 1953
  - Vencedor d'una etapa al Giro d'Itàlia
- 1954
  -  Campió de Bèlgica en ruta
  - 1r a la Milà-Sanremo
  - Vencedor de 4 etapes al Giro d'Itàlia
- 1955
  - Vencedor d'una etapa al Tour de França
- 1956
  -  Campió del Món de ciclisme
  - 1r a l'Acht van Chaam
  - Vencedor de 6 etapes a la Volta a Espanya
- 1957
  -  Campió del Món de ciclisme
  - Vencedor de 5 etapes al Giro d'Itàlia
- 1958
  - 1r a la Fletxa Valona
  - 1r a l'Acht van Chaam
- 1960
  - 1r a l'Acht van Chaam
- 1961
  - 1r al Gran Premi Stad Sint-Niklaas
  - 1r a l'Elfstedenronde

### Resultats al Giro d'Itàlia
- 1951. 2n de la classificació general i vencedor de 2 etapes
- 1952. 38è de la classificació general i vencedor de 3 etapes
- 1953. 44è de la classificació general i vencedor d'una etapa
- 1954. 31è de la classificació general i vencedor de 4 etapes
- 1957. 33è de la classificació general i vencedor de 5 etapes

### Resultats al Tour de França
- 1949. 29è de la classificació general i vencedor de 2 etapes
- 1952. Abandona (6a etapa). Vencedor d'una etapa
- 1955. 55è de la classificació general i vencedor d'una etapa

### Resultats a la Volta a Espanya
- 1956. 5è de la classificació general. Vencedor de la classificació de la regularitat i de 6 etapes

## Palmarès en pista
| - 1944 - Campió de Bèlgica d'Òmnium - Campió de Bèlgica de Persecució - 1948 - 1r als Sis dies de Brussel·les (amb Marcel Kint) - 1949 - 1r als Sis dies de Brussel·les (amb Marcel Kint) - 1950 - 1r als Sis dies d'Anvers (amb Achiel Bruneel) - 1951 - 1r als Sis dies de Brussel·les (amb Stan Ockers) - 1952 - 1r als Sis dies de París (amb Achiel Bruneel) - 1954 - 1r als Sis dies de Gant (amb Stan Ockers) - 1955 - Campió de Bèlgica d'Òmnium - Campió de Bèlgica de Madison - 1r als Sis dies d'Anvers (amb Stan Ockers) - 1r als Sis dies de Brussel·les (amb Emile Severeyns) - 1r als Sis dies de Gant (amb Emile Severeyns) - 1956 - 1r als Sis dies de Brussel·les (amb Emile Severeyns) - 1r als Sis dies de Dortmund (amb Emile Severeyns) - 1957 - 1r als Sis dies de Berlín (amb Emile Severeyns) - 1r als Sis dies de Gant (amb Fred De Bruyne) - 1958 - Campió d'Europa de Madison (amb Emile Severeyns) - 1r als Sis dies d'Anvers (amb Reginald Arnold i Emile Severeyns) - 1r als Sis dies de Brussel·les (amb Emile Severeyns) - 1r als Sis dies de Copenhaguen (amb Emile Severeyns) - 1r als Sis dies de Frankfurt (amb Emile Severeyns) - 1959 - Campió d'Europa de Madison (amb Emile Severeyns) - Campió d'Europa en Òmnium Endurance - 1r als Sis dies de Dortmund (amb Klaus Bugdahl) - 1r als Sis dies de Gant (amb Fred De Bruyne) - 1r als Sis dies de Zuric (amb Emile Severeyns) | - 1960 - Campió d'Europa de Madison (amb Emile Severeyns) - 1r als Sis dies d'Aarhus (amb Emile Severeyns) - 1r als Sis dies de Brussel·les (amb Emile Severeyns) - 1r als Sis dies de Copenhaguen (amb Emile Severeyns) - 1961 - Campió d'Europa de Madison (amb Emile Severeyns) - Campió de Bèlgica d'Òmnium - Campió de Bèlgica de Madison (amb Emile Severeyns) - Campió de Bèlgica de Derny - 1r als Sis dies de Dortmund (amb Emile Severeyns) - 1r als Sis dies de Zuric (amb Emile Severeyns) - 1r als Sis dies de Berlín (amb Klaus Bugdahl) - 1962 - Campió de Bèlgica de Derny - 1r als Sis dies de Brussel·les (amb Palle Lykke) - 1r als Sis dies de Milà (amb Emile Severeyns) - 1r als Sis dies de Colònia (amb Emile Severeyns) - 1963 - Campió d'Europa de Madison (amb Palle Lykke) - Campió de Bèlgica d'Òmnium - Campió de Bèlgica de Derny - 1r als Sis dies d'Anvers (amb Leo Proost i Palle Lykke) - 1r als Sis dies de Frankfurt (amb Palle Lykke) - 1r als Sis dies de Madrid (amb Joseph De Bakker) - 1964 - Campió de Bèlgica de Derny - 1r als Sis dies de Milà (amb Leandro Faggin) - 1r als Sis dies de Madrid (amb Federico Martín Bahamontes) - 1965 - 1r als Sis dies de Bremen (amb Palle Lykke) - 1r als Sis dies de Milà (amb Gianni Motta) - 1r als Sis dies d'Essen (amb Peter Post) - 1r als Sis dies de Toronto (amb Emile Severeyns) - 1r als Sis dies de Quebec (amb Emile Severeyns) - 1r als Sis dies de Madrid (amb Romain De Loof) |